# Catedral de Santa María (Cheyenne)
La Catedral de Santa María  (en inglés: St. Mary’s Cathedral) es la iglesia catedral y parroquia en la diócesis de Cheyenne ubicada en la localidad de Cheyenne, Wyoming, Estados Unidos. Fue incluida en el Registro Nacional de Lugares Históricos en 1974.
El Reverendo William Kelly fundó la parroquia de San Juan Bautista en 1867. Diez años más tarde, una estructura de ladrillo la reemplazó. Después el Papa León XIII estableció la Diócesis de Cheyenne en 1887 y la iglesia fue dedicada a Santa María.  La congregación creció más que la iglesia de ladrillo y el obispo James J. Keane, tercer obispo de Cheyenne, comenzó los planes para construir una nueva catedral y la residencia del obispo.
En 1906, la construcción de la nueva catedral católica de Cheyenne comenzó con Fisher y Lowery de Omaha como sus arquitectos. El 31 de enero de 1909, el obispo Maurice Burke, de St. Joseph, Missouri, que había sido el primer obispo de Cheyenne consagró la catedral.

## Véase también

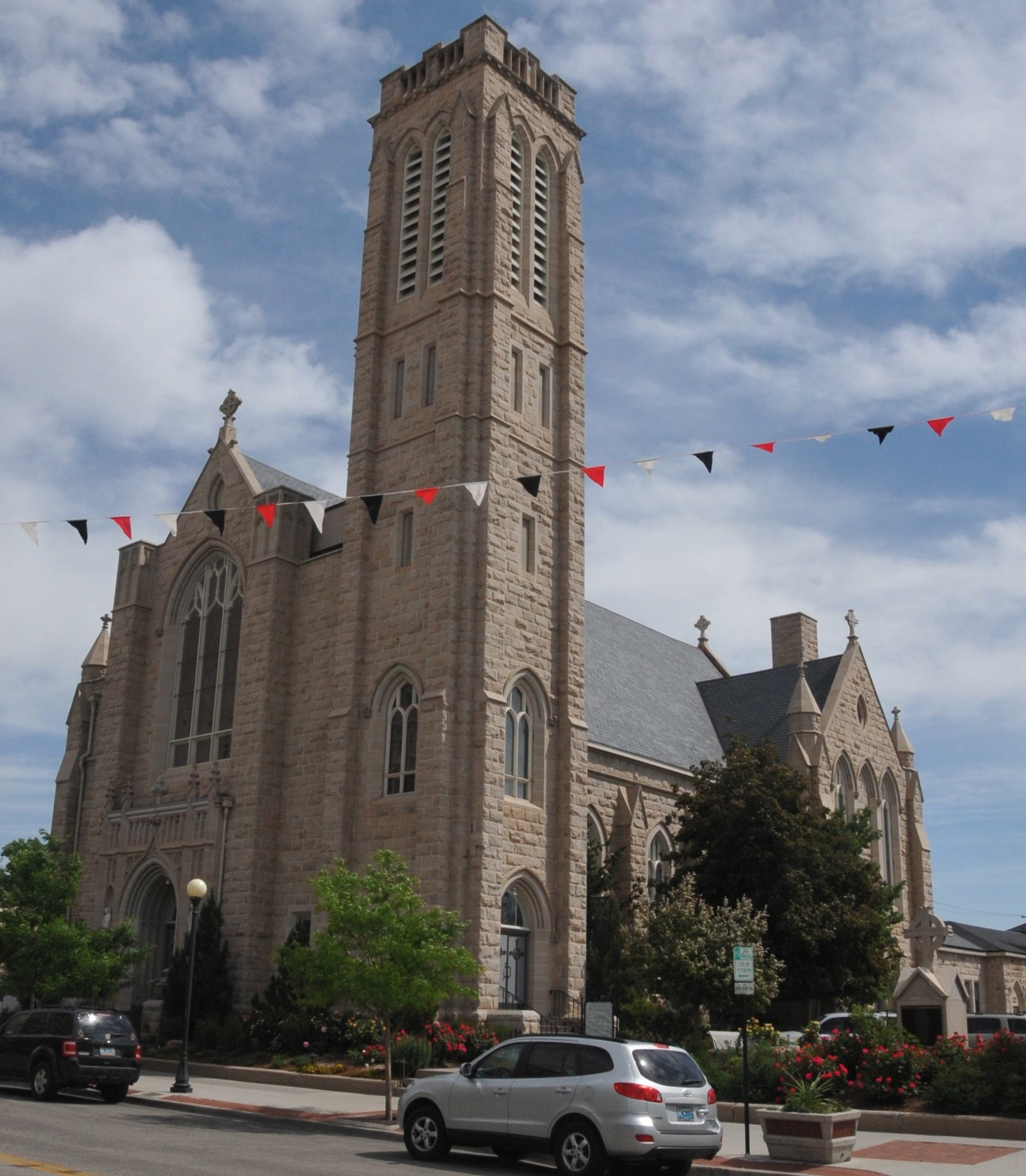
Otra vista del templo